# Eclissi solare del 2 luglio 2038
L'eclissi solare del 2 luglio 2038 è un evento astronomico che avrà luogo il suddetto giorno attorno alle ore 13:32 UTC.

## Simulazione zona d'ombra